# Анастасія Морковкіна
Анастасія Морковкіна (ест. Anastassia Morkovkina; нар. 6 квітня 1981, Нарва, Естонська РСР) — естонська футболістка, нападниця, тренерка.

## Життєпис
Батько Станіслав Морковкін в 1971 році провів 17 матчів у другій лізі за «Зауралець» (Курган), потім — капітан нарвської «Балтики» в чемпіонаті Естонської РСР.
У дитинстві займалася бальними танцями, плаванням, волейболом, баскетболом, легкою атлетикою. З шести років під керівництвом батька займалася футболом. З 14 років — у команді чемпіонату Естонії «Нарване». У сезонах 1996/97 — 1999 роках грала за команду ТКСК «Арсенал» / ТКСК Таллінн. У сезонах 2000—2017 — за команду «Пярну». З 2018 року — головна тренерка клубу.
У 16 років отримала естонське громадянство і відмовилася грати в Росії, так як було необхідно приймати російське громадянство. Мала пропозиції з Угорщини, Швеції, Фінляндії, Ісландії.
За професією — лаборант-технолог на бетонному виробництві, за сумісництвом — тракторист й оператор бетонного виробництва.
Членкиня правління ЕФС.
Найкраща бомбардирка чемпіонату Естонії — 773 голи, і збірної Естонії — 40 голів.

## Клубна статистика
| Сезон   | Клуб           | Країна  | Рівень | Матчі | Голи |
| ------- | -------------- | ------- | ------ | ----- | ---- |
| 2017    | «Пярну»        | Естонія | I      | 18    | 19   |
| 2016    | «Пярну»        | Естонія | I      | 20    | 35   |
| 2015    | «Пярну»        | Естонія | I      | 20    | 34   |
| 2014    | «Пярну»        | Естонія | I      | 16    | 34   |
| 2013    | «Пярну»        | Естонія | I      | 16    | 34   |
| 2012    | «Пярну»        | Естонія | I      | 18    | 37   |
| 2011    | «Пярну»        | Естонія | I      | 19    | 36   |
| 2010    | «Пярну»        | Естонія | I      | 20    | 32   |
| 2009    | «Пярну»        | Естонія | I      | 20    | 51   |
| 2008    | «Пярну»        | Естонія | I      | 17    | 25   |
| 2007    | «Пярну»        | Естонія | I      | 9     | 16   |
| 2006    | «Пярну»        | Естонія | I      | 18    | 61   |
| 2005    | «Пярну»        | Естонія | I      | 20    | 63   |
| 2004    | «Пярну»        | Естонія | I      | ?     | 58   |
| 2003    | «Пярну»        | Естонія | I      | ?     | 46   |
| 2002    | «Пярну»        | Естонія | I      | ?     | 25   |
| 2001    | «Пярну»        | Естонія | I      | ?     | 11   |
| 2000    | «Пярну»        | Естонія | I      | ?     | 28   |
| 1999    | ТКСК           | Естонія | I      | ?     | 29   |
| 1998    | «ТКСК Арсенал» | Естонія | I      | ?     | 29   |
| 1997/98 | «ТКСК Арсенал» | Естонія | I      | ?     | 47   |
| 1996/97 | «ТКСК Арсенал» | Естонія | I      | ?     | 12   |
| 1996/97 | «Нарване»      | Естонія | I      | ?     | 1    |
| 1995/96 | «Нарване»      | Естонія | I      | ?     | 10   |

## Досягнення
командні
- Чемпіонат Естонії
  -  Чемпіон (15): 1997/98, 1998, 1999, 2003, 2004, 2005, 2006, 2010, 2011, 2012, 2013, 2014, 2015, 2016, 2017
  -  Срібний призер (3): 2002, 2007, 2008

- Кубок Естонії
  -  Володар (6): 2010, 2011, 2012, 2014, 2015, 2017
  -  Фіналіст (2): 2008, 2013

особисті
- Найкраща футболістка Естонії (8): 1996/97, 2000, 2002, 2003, 2004, 2005, 2009, 2010
- Найкращий бомбардир чемпіонату Естонії (14): 1996/97 (13), 1997/98 (47), 1998 (29), 2000 (28), 2003 (46), 2004 (58), 2005 (63), 2006 (61), 2011 (36), 2012 (37), 2013 (34), 2014 (34), 2015 (34), 2016 (35)
- Найкраща футболістка чемпіонату Естонії (3): 2012, 2015, 2016